# Non andare più lontano
"Non andare più lontano" (tradução portuguesa: "Não vás para muito longe") foi a canção que representou a Itália no Festival Eurovisão da Canção 1967 que se realizou em Viena, Áustria.
A canção foi interpretada em italiano por Claudio Villa. Foi a décima-sexta canção a ser interpretada na noite do festival, a seguir à canção jugoslava "Vse rože sveta", interpretada por Lado Leskovar e antes da canção irlandesa "If I Could Choose", cantada por Sean Dunphy. No ano seguinte, em 1968, a Itália fez-se representar com Sergio Endrigo que cantou a canção "Marianne".

## Autores
A canção tinha letra de Vito Pallavicini, música de Gino Mescoli e a orquestração esteve a cargo do maestro Giancarlo Chiaramello.

## Letra
A canção é uma balada, cantada na perspetiva de um homem que diz à sua amada para ter cuidado com o mundo à volta dela. Ele tenta dizer~lhe que as pessoas não são inteiramente boas, apesar de ela pensar o contrário. Há referências ao "teu campo", indicando que a sua amada é de uma área rural e que não está costumada aos ambiente da cidade.